# Блекстоун (Вірджинія)
Блекстоун (англ. Blackstone) — місто (англ. town) в США, в окрузі Ноттовей штату Вірджинія. Населення — 3352 особи (2020).

## Географія
Блекстоун розташований за координатами 37°4′55″ пн. ш. 78°0′10″ зх. д. / 37.08194° пн. ш. 78.00278° зх. д. (37.081822, -78.002812).  За даними Бюро перепису населення США в 2010 році місто мало площу 11,69 км², з яких 11,64 км² — суходіл та 0,05 км² — водойми.

## Демографія
Згідно з переписом 2010 року, у місті мешкала 3621 особа в 1450 домогосподарствах у складі 868 родин. Густота населення становила 310 осіб/км².  Було 1698 помешкань (145/км²).
Расовий склад населення:
| - 48,6 % — чорних або афроамериканців - 46,1 % — білих - 0,4 % — азіатів - 0,2 % — корінних американців - 3,2 % — осіб інших рас |

До двох чи більше рас належало 1,5 %. Частка іспаномовних становила 5,3 % від усіх жителів.
За віковим діапазоном населення розподілялося таким чином: 23,1 % — особи молодші 18 років, 56,9 % — особи у віці 18—64 років, 20,0 % — особи у віці 65 років та старші. Медіана віку мешканця становила 41,3 року. На 100 осіб жіночої статі у місті припадало 87,4 чоловіків;  на 100 жінок у віці від 18 років та старших — 82,7 чоловіків також старших 18 років.
Середній дохід на одне домашнє господарство  становив 45 993 долари США (медіана — 35 591), а середній дохід на одну сім'ю — 57 959 доларів (медіана — 40 170). За межею бідності перебувало 23,7 % осіб, у тому числі 17,4 % дітей у віці до 18 років та 27,0 % осіб у віці 65 років та старших.
Цивільне працевлаштоване населення становило 1252 особи. Основні галузі зайнятості: освіта, охорона здоров'я та соціальна допомога — 28,7 %, публічна адміністрація — 19,7 %, транспорт — 10,6 %, мистецтво, розваги та відпочинок — 9,9 %.